# 藤川コウ
藤川 コウ（ふじかわ こう、1968年 - ）は、日本のアートディレクター、グラフィックデザイナー。

## 略歴
香川県出身。1991年、桑沢デザイン研究所卒業。同年信藤三雄率いるコンテムポラリー・プロダクション入社。1998年に独立。
渋谷系と言われたピチカート・ファイヴやオリジナルラブの他、松任谷由実、SMAP、高橋幸宏のCDジャケットデザインを担当。

独立後、ラブ サイケデリコのCDジャケットデザインや桑田佳祐のDVDパッケージデザイン、リリー・フランキーの書籍の装丁、六本木ヒルズ、表参道ヒルズのシーズンカタログのデザインなど。
| スタブアイコン | サブスタブ | この項目は、まだ閲覧者の調べものの参照としては役立たない、人物に関連した書きかけの項目です。この項目を加筆・訂正などしてくださる協力者を求めています（P:人物伝/PJ:人物伝）。 |